# Рене II (Лотарингия)
Рене́ II Лотарингски (на френски: René II de Lorraine; * 2 май 1451, Анже, Кралство Франция; † 10 декември 1508, Франция) е херцог на Лотарингия от 1473 до смъртта си, представител на Третия Лотарингски дом. Наследява братовчед си Никола I, син на Жан II.

## Други титли
- Граф дьо Водемон (1470 – 1508), след присъединяването на графството към Херцогство Лотарингия; наследява баща си;
- Граф д’Омал и д’Елбьоф (1473 – 1508), наследява своя чичо;
- Херцог Лотарингски (1473 – 1508);
- Сир дьо Жуанвил (1476 – 1508), наследява брат си;
- Херцог дьо Бар (1480 – 1508), наследява майка си;
- Барон Майенски (1481 – 1508), наследява Шарл IV Анжуйски.

## Живот
Син е на Фери II, граф дьо Водемон, и неговата съпруга Йоланда Анжуйска, дъщеря на крал Рене I Анжуйски.
В края на юношеските си години, Рене е представен в двора на дядо си – Рене I Анжуйски. През 1470 г., след смъртта на баща си, наследява Графство Водемон (присъединявайки го по този начин към Херцогство Лотарингия), а три години по-късно, след смъртта на Жан VIII д’Аркур, Рене става граф д’Омал и д’Елбьоф, сенешал и управител на Анжу.
Рене II участва в Бургундските войни (1474 – 1477), по време на които Херцогство Лотарингия и Швейцарския съюз водят тежка борба с херцога на Бургундия, Шарл Дръзки, в чиито планове влиза присъединяването на Лотарингия.
Отряд на лотарингската кавалерия с численост 1800 души под командването на Рене участва в битката при Муртен, където съюзниците побеждават бургундците. На 6 октомври 1476 г. Рене освобождава от бургундските войски столицата на херцогството си, Нанси.
На 5 януари 1477 г. Рене командва обединената лотарингско-швейцарска армия, която в битката при Нанси окончателно разгромява бургундските войски, при това в нея е убит херцога на Бургундия.

## Фамилия
∞ 1. на 9 септември 1471 го. в Анже с Жана д'Аркур.
∞ 2. на 1 септември 1485 година в Орлеан с Филипа Хелдернска (9 ноември 1467 – 28 февруари 1547), дъщеря на Адолф д'Егмонт и Катарина дьо Бурбон. Имат 12 деца:
1. Карл (1486, ум млад);
2. Франсоа (1487 – 1487);
3. Антоан II Добрия, 2-ри херцог Лотарингски от Дом де Водемон (1473 – 1737) и дьо Бар (1489 – 1544), женен от 1509 година за Рене Бурбон-Монпансье (1494 – 1539);
4. Анна (1490 – 1491);
5. Никола (1493, умира млад);
6. Изабел Лотарингска (1494 – 1508);
7. Клод Лотарингски (1496 – 1550), първи херцог де Гиз, граф д'Аркур и д'Омал, барон д'Елбьоф, де Майен, сеньор дьо Жуанвил, женен от 1513 на Антоанета дьо Бурбон-Вандом;
8. Жан Лотарингски (1498 – 1550), кардинал Лотарингски, епископ Тул, Мец и Верден;
9. Луи Лотарингски (1500 – 1528), епископ Верденски, граф дьо Водемон;
10. Клод и Катерина Лотарингски (1502, близнаци, ум. млади)
11. Франсоа Лотарингски (1506 – 1525, загинал при Павия), граф дьо Ламбек.

- Антоан II Добрия,
худХанс Холбайн
- Клод Лотарингски
- Жан Лотарингски, кардинал